# 玉手
玉手（たまて）は、大阪府柏原市内の一地域。柏原市の南西部に位置し、南河内郡玉手村であった地域である。
現在の住所表記では、石川町、片山町、玉手町、円明町、旭ケ丘の一部の各地域に該当する。

## 歴史

### 概要
古代にはある程度の権力を持った豪族が一帯を支配していたと考えられ一説では後の大和朝廷の先祖ともいわれる。彼らによって玉手山丘陵一帯に陵墓が作られ、4世紀から5世紀頃に作られた13基の前方後円墳と5基の円墳が確認されており、「玉手山古墳群」と呼ばれている。ただし後のものほど質が低下し、権力が衰えていったと考えられている。また、安福寺の境内に「安福寺横穴群」があり、6世紀後半頃に多数作られている。
江戸時代初期・1615年（慶長20年）の大坂夏の陣において、玉手山丘陵一帯が戦場となった。のちに道明寺の戦いと呼ばれ、豊臣方の武将・後藤基次（又兵衛）は小松山に陣を敷き、国分に陣を敷いた幕府軍と対峙したが基次はこの地で戦死した。玉手山公園内に両軍戦死者の供養塔、後藤又兵衛碑などがある。
小林一茶ゆかりの地でもあり、この地でいくらかの句を残している。玉手山公園内に句碑がある。
1908年（明治41年）に玉手山公園の前身である「玉手山遊園地」が開園した。昭和30年代に盛況をきわめるも、次第にかげりが見えてくる。そのころから国分駅に近い片山町、旭ケ丘一帯で住宅開発が行われ、住宅地に転用されていった。

### 自治体としての沿革
（日本 > 大阪府 > 南河内郡 > 玉手村）
- 1889年4月1日 町村制施行に伴い、安宿部郡玉手村、円明村、片山村が合併し、自治体としての玉手村が成立。大字玉手に村役場を設置。
- 1896年4月1日 郡の統廃合により、南河内郡に属する。
- 1908年 玉手山遊園地が開園。
- 1931年4月1日 南河内郡国分村と合併し、国分村の一地域となる。

## 地理
柏原市の南西部、石川の東、玉手山丘陵を挟んで原川の西側の地域に該当する。北側は大和川が流れ、南側は西名阪道を越えて駒ヶ谷丘陵付近までの地域となる。石川河川敷近くは平地が広がるが、東は丘陵地帯であり、東西を隔て、旧街道（長尾街道）は北側の大和川沿岸付近を通る。

### 河川
- 大和川
- 石川
- 原川
東の国分地区との境界となる川。

### 交通
主な道路
- 主要地方道堺大和高田線
- 大阪府道27号柏原駒ヶ谷千早赤阪線

※玉手山丘陵の南で西名阪自動車道が東西に貫いているが、地域内にインターチェンジは無い。堺大和高田線を西へ進むと藤井寺ICへ至る。
鉄道
地域内には鉄道は通っていないが、玉手山丘陵をはさんで東は近鉄大阪線の河内国分駅、西は石川を越えて近鉄南大阪線の道明寺駅に近い。

## 地域
主な施設、旧跡
（石川町）
- 石川河川公園

（片山町）
- パナソニック サイクルテック 本社・工場
- 片山神社
- 片山廃寺跡
- 了雲寺

（玉手町）
- 柏原市立玉手中学校
- 玉手山
  - 安福寺
    - 安福寺横穴群

  - 伯太彦神社
  - 柏原市立玉手山公園
  - 玉手山古墳群
- 柏原玉手郵便局

（円明町）
- 柏原市立玉手小学校
- 大阪市立長谷川小学校・中学校
- 伯太姫神社
- 中小企業団地

（旭ケ丘1,2丁目）